# 呉克泰
呉 克泰（ご こくたい）は台湾の政治家。中国全国政協前委員。前総統の李登輝が中国共産党に入党した際の紹介者と言われている。二二八事件後中国大陸に渡り、台湾民主自治同盟第五回中央委員会常務委員に就任する。両岸統一路線を採用し台湾独立や両国論に反対し、両岸交流事業を推進した。原名は詹世平。